# توپو پاتیا
توپو پاتیا (انگلیسی: Tupou Patia؛ زادهٔ ۱۷ آوریل ۱۹۸۴) داور فوتبال، و بازیکن فوتبال اهل نیوزیلند است.